# 栃木縣公安委員會
栃木縣公安委員会（日语：／ Tochigiken kō'an-i'inkai */?）是由栃木縣知事所轄，負責管理栃木縣警察的行政委員會，由3名委員組成。

## 委員
- 委員長
  - 小林一成
- 委員
  - 佐藤信勝
  - 臼井佳子

## 下部組織
- 栃木縣警察

## 外部連結
- 栃木県公安委員会 （页面存档备份，存于）